# Cotam Unité
Cotam Unité es el indicativo que da el control del tráfico aéreo a cualquier avión de la Fuerza aérea francesa que transporte al Presidente de la República francesa. 
Desde 2010, la flota presidencial se conforma de un Airbus A330 específicamente configurado, numerado en la cola como F-RARF, Aunque a este avión se le conoce como ETEC 001.

## Estructura
El Escuadrón de Transporte de los autoridades gubernamentales “GAEL” (ETEC 001 ~ 065) dispone de otras aeronaves en su inventario.
- 2 Airbus A319 CJ (en venta - reemplazado por el A330)
- 2 Dassault Falcon 7X[1]
- 2 Falcon 900 (próximo a ser retirados)
- 4 Falcon 50,
- 7 TBM 700,
- 3 helicópteros Super Puma.

Ocasionalmente otro escuadrón de las FF. AA. francesas pueden ser encargados de misiones de transporte de ministros y otros cargos gubernamentales y disponen para ello del siguiente inventario.
- 3 Airbus A310-300
- 2 Airbus A340-200